# Batalla de Jimaguayú
La Batalla de Jimaguayú fue un hecho militar acaecido en los potreros de Jimaguayú, provincia de Camagüey, Cuba, el 11 de mayo de 1873.
Ocurrida en el contexto de la Guerra de los Diez Años, en la cual los cubanos se rebelaron contra el colonialismo español, dicha batalla significó una dura pérdida para las fuerzas cubanas, pues el Mayor general cubano Ignacio Agramonte fue herido de muerte en la sien y, posteriormente, su cuerpo fue capturado por las fuerzas enemigas.

## Preludio
El ejército independentista cubano, conocido informalmente como Ejército Mambí, se encontraba en 1873 preparando la Invasión al Occidente de la isla, que todavía no se encontraba en guerra. 
El jefe militar escogido para encabezar el ejército invasor fue el Mayor general Ignacio Agramonte, quien había acumulado cierto prestigio por sus anteriores victorias militares contra el ejército español en Cuba. 
Para organizar a las tropas cubanas con este propósito, se procedió a unificar las tropas camagüeyanas, bajo el mando de Agramonte, con tropas de refuerzo procedentes de Las Villas. 
Fue en este contexto, que el general Agramonte se encontró dirigiendo gran cantidad de tropas mixtas de camagüeyanos y villareños, acampando en los potreros de Jimaguayú en mayo de 1873. 

## Batalla

### Ataque español
El 11 de mayo de 1873 una fuerte tropa española de más de 900 hombres con artillería incluida sorprendió a las fuerzas cubanas de Agramonte, que superaban los 500 hombres escasamente armados. 
Las condiciones del terreno eran muy complejas, pues la hierba se encontraba muy alta y resultaba difícil divisar al enemigo, lo cual transformaba los potreros de Jimaguayú en un campo de batalla muy peligroso para las tropas cubanas. 
En medio de estas condiciones, la balacera se generalizó. 

### Contrataque cubano y caída de Agramonte
El general Agramonte ordenó rápidamente a la caballería cubana cargar contra las fuerzas enemigas, mientras ordenaba a la infantería parapetarse entre la maleza para tirotear a los españoles. 
El teniente coronel Henry Reeve, segundo de Agramonte, dirige la carga de caballería contra las tropas españolas, pero los cubanos son rechazados y se encuentran en una situación difícil. 
Al escuchar las noticias de la situación de la caballería, Agramonte se sube al caballo y se lanza a la carga junto a sus escoltas. En medio de una balacera, la escolta se dispersa y Agramonte es herido de muerte en la sien, cayendo del caballo y quedando oculto su cuerpo entre las malezas del lugar.

## Hechos posteriores
Enterado de la desgracia, el teniente coronel Henry Reeve ordena a sus tropas buscar el cadáver del general Agramonte. Sin embargo, la búsqueda resultó infructuosa. Las tropas cubanas se retiraron habiendo perdido a su principal líder.
El cadáver de Agramonte, como los de otros cubanos muertos en el combate, fue saqueado por soldados españoles, quienes no tenían idea de quién era. 
Poco después, tras revisar los documentos del occiso, el mando español se percata de la jerarquía del personaje y envían tropas a buscarlo. 
Las tropas españolas sí lograron encontrar el cadáver de Agramonte y lo llevaron sobre la grupa de un caballo hasta Puerto Príncipe, ciudad natal de Agramonte, ubicada a pocos kilómetros de Jimaguayú. 
El cadáver fue exhibido como trofeo de guerra ante los habitantes de la ciudad y posteriormente fue incinerado. Existen dos versiones sobre cuál fue el destino de los restos de Agramonte. 
Una versión indica que fue totalmente incinerado y sus cenizas lanzadas al viento. Otra versión sugiere, sin embargo, que el cadáver no fue totalmente incinerado y los restos calcinados fueron sepultados en una fosa común en un lugar que resulta desconocido hasta la actualidad. Esta segunda versión parece ser la más aceptada por los historiadores actuales. 